# Sybra obliquealbofasciata
Sybra obliquealbofasciata är en skalbaggsart som beskrevs av Stefan von Breuning 1968. Sybra obliquealbofasciata ingår i släktet Sybra och familjen långhorningar.
Artens utbredningsområde är Fiji. Inga underarter finns listade i Catalogue of Life.